# Rtanj
Der Rtanj (serbisch-kyrillisch Ртањ) ist eine sieben Kilometer lange Gebirgskette im östlichen Serbien. Sie wird zu den Karpaten gerechnet. Der Gebirgszug ist Bestandteil eines etwa 125 km² großen Naturschutzgebiets, dessen Grenze im Osten durch den Crni Timok und die Linie Boljevac–Rujište gebildet wird. Das Gebirge besteht aus Kalkstein, paläozoischem Schiefer und Sandstein. Im Höhenbereich zwischen 700 und 950 Metern findet sich eine wenig mächtige Schicht mit Dolomit. In diesem Gebiet herrscht kontinentales Gebirgsklima, es ist bestimmt durch einen Mischwald aus Tannen und Buchen, zudem einigen Wiesen.
Der höchste Berg ist mit 1.565 m der Šiljak, auf dessen Gipfel sich die Ruinen einer Kapelle befinden. Einige glaubten, dessen pyramidenförmigen Gestalt könne den Berg vor dem durch den Maya-Kalender vermeintlich vorhergesagten Weltuntergang am 21. Dezember 2012 bewahren.

## Flora und Fauna
Die vorherrschenden Habitattypen sind alter Mischwald sowie wilde oder kaum kultivierte, pflanzenreiche Wiesen auf Kalksteinböden. In diesem Gebiet wurden 26 verschiedene Pflanzengesellschaften und 644 Pflanzenarten gezählt, 25 davon sind endemisch.
Die Kenntnis der Fauna wird als zufriedenstellend eingeschätzt, die Anwesenheit von 102 verschiedenen Tierarten wurde nachgewiesen. Darunter sind die Schmetterlinge Quendel- sowie Lungenenzian-Ameisenbläuling, Mädesüß-Perlmuttfalter und Esperarge climene denen in Serbien besondere Bedeutung beizumessen ist. Weiterhin kommen die folgende Libellenarten vor: Gebänderte Prachtlibelle, Herbst-Mosaikjungfer, Große Quelljungfer und Gestreifte Quelljungfer. Bei den Vögeln sind Habicht, Sperber, Mäusebussard, Ringeltaube und Grünspecht nachgewiesen, bei den Säugetieren Feldspitzmaus, Westblindmaus, Europäischer Maulwurf und Eichhörnchen.
Die Artenvielfalt gilt als vergleichsweise gut erhalten, es gibt nur einen geringen Einfluss des Menschen, dieser besteht hauptsächlich in der Holzwirtschaft und dem Sammeln von Heilpflanzen. Der Rtanjski čaj oder Rtanjtee – Kräutertee aus der autochthonen Satureja kitaibelii  aus der Gattung der Bohnenkräuter – kommt aus dieser Region.
Beweidung und die Nutzung als Erholungsgebiet sind vernachlässigbar. Seit 1958 hat das Gebiet den Status eines Naturschutzgebiets (Rezervata prirode).